# Мохаммед аль-Мусаламі
Мохаммед аль-Мусаламі (араб. محمد بن صالح المسلمي; нар. 27 квітня 1990) — оманський футболіст, який грає на позиції захисника в клубі «Ес-Сіб». Відомий за виступами у низці оманських клубів, а також за клуб з ОАЕ «Аль-Джазіра», та національну збірну Оману.

## Клубна кар'єра
У дорослому футболі дебютував 2009 року виступами за команду клубу «Сахам», в якій провів два сезони. У складі команди став володарем Кубка та Суперкубка Оману. У 2011 році став гравцем іншого оманського клубу «Аль-Шабаб» із Ес-Сіба, за який грав протягом року, та здобув із командою срібні медалі чемпіонату країни.
У 2012 році футболіст став гравцем клубу «Фанджа», за який відіграв наступні чотири сезони своєї ігрової кар'єри. У складі команди аль-Мусаламі ставав чемпіоном країни в сезоні 2015—2016 років, а також по одному разу володарем Суперкубка та Кубка країни, і володарем Кубка професійної ліги Оману.
З 2016 по 2018 рік грав у складі клубу «Ас-Сувайк», із яким ще раз став володарем Кубку Оману. На початку 2018 року футболіст нетривалий час грав у складі команди з ОАЕ «Аль-Джазіра», але вже в середині 2018 року він став гравцем оманського клубу «Дофар», де грав до 2021 року. У кінці 2021 року аль-Мусаламі перейшов до катарського клубу «Аль-Гарафа», утім вже в 2022 році став гравцем оманського клубу «Ес-Сіб».

## Виступи за збірну
2012 року дебютував в офіційних матчах у складі національної збірної Оману в товариському матчі зі збірною Ірландії.
У складі збірної був учасником кубка Азії з футболу 2015 року в Австралії, кубка Азії з футболу 2019 року в ОАЕ. На цьому турнірі аль-Мусаламі відзначився забитим м'ячем у ворота збірної Туркменістану, який закріпив перемогу оманської збірної, та дав їй можливість кваліфікуватися до наступного етапу турніру.

## Титули і досягнення
- Чемпіон Оману: 2015/16, 2018/19, 2021/22
- Володар Кубка Оману: 2009/10, 2013/14, 2016/17, 2019/20, 2020/21
- Володар Кубка оманської ліги: 2014/15
- Володар Суперкубка Оману: 2010, 2012, 2015

Збірні
- Переможець Кубка націй Перської затоки: 2017